# Медичи
Медичи су фирентинска лоза богатих банкара чији су представници владали Фиренцом од 14. до 18. века. Велико богатство лозе омогућило им је развијање Фиренце у сваком погледу. Окупљали су око себе угледне представнике свога времена, били њихови покровитељи и омогућили им да стварају своја дела. Чланови лозе истакли су се и сами као уметници и представници духовног живота свога времена.
Утицај Медичијевих порастао је у доба Козима Медичија (1389—1464). Породица Албизи је протерала Козима из Фиренце 1433, али се он 1434, уз подршку грађана вратио у Фиренцу и следећих 60 година Медичијеви су били градска власт. Козимо се сматра родоначелником старије лозе Медичијевих. Козимо је савладао све противнике из других патрицијских породица и постао једини господар у Фиренци. Био је на челу овог града-републике пуних 30 година. Поседовао је већи број мануфактура за производњу свиле и вуне, а имао је банковне подружнице широм Европе. Као мецена помагао је научницима и уметницима. У његово доба подигнуте су неке од најлепших грађевина у Фиренци. Основана је новоплатонистичка фирентинска академија у којој су створена значајна дела ренесансне уметности.
Још један врло истакнути члан Медичијевих био је Лоренцо Величанствени (1449 – 1492), унук Козима Старијег. Године 1478. Лоренцо је преживео атентат који су покушали да изведу представници породице Пази који су имали подршку папе Сикста IV. Његов брат Ђулијано је тада убијен. Захваљујући подршци грађана пребродио је последице атентата. У његово доба Фиренца доживљава врхунац у развоју и постаје један од најзначајнијих центара европског хуманизма. Уметничке галерије Фиренце прикупљале су најзначајнија уметничка дела тадашњих сликара и скулптора. Лоренцо је био покровитељ Микеланђелу. И сам је био књижевник и много је допринео развоју књижевности на италијанском језику.
Медичи су дали и представнике у цркви. Најзначајнији положај остварио је Лоренцов син Ђовани, који је 1513. постао папа под именом Лав X. И он је окупљао уметнике око себе. Међу њима био је и чувени сликар Рафаело Санти. Ђулио Медичи био је папа под именом Климент VII (1523 – 1534). Козимо I Велики (1519 – 1574) постао је велики војвода Тоскане.
Међу угледним представницицма Медичијевих су и жене. Катарина (1519 – 1589), кћи Лоренца Медичија војводе од Урбина, 1533. удала се за војводу од Орлеана, који је 1547. постао француски краљ Анри II и тиме постала француска краљица. После смрти супруга, Катарина је била регент краља Француске Шарла IX, свога сина. Марија (1573—1642), унука Козима I Великог, удала се за краља Анрија IV и тако постала француска краљица.

## Порекло
Породица потиче из регије Муђело у Тоскани и поступно је напредовала све док није успела да покрене властиту банку Медичи. Постала је водећа банка широм старог континента током 15. века и олакшала је династији успон на политичку моћ у Фиренци, иако су службено остали грађани, а не монарси до 16. века.
Медичи је множина од medico, што значи „лекар”. Династија је започета оснивањем банке у Фиренци 1397. године.

## Успон на власт
Већи део 13. века водеће банкарско средиште у Италији била је Сијена. Међутим, 1298. године, једна од водећих европских банкарских породица, Бонсињоре, банкротирала је. Сијена је изгубила тај статус у Италији те се то преусмерило на Фиренцу. До краја 14. века, водећа породица Фиренце била је Албици. Године 1293, донесени су Правилници о правди; заправо су постали устав Републике Фиренце током целе италијанске ренесансе. Велики број раскошних палата у граду постале су окружене градским кућама које је саградила група напредних трговаца.
Главни супарници породице Албици били су Медичи, прво под водством Ђиованија ди Бичија де Медичија, касније под његовим сином Косимом ди Ђиованијем де Медичијем и праунуком Лоренцом. Медичи су контролисали банку Медичи - тада највећу европску банку - и низ других подузећа у Фиренци и другде. Године 1433, Албици су успели да протерају Косима. Следеће је године, међутим, изабрана про-Медичи Сигнорија (грађанска влада) коју су предводили Томасо Содерини, Одо Алтовити и Лука Пути, што је резултирало Косимовим повратком. Медичи су постали водећа породица у граду, положај који ће заузимати следећа три века. Фиренца је остала републиком до 1537. године, традиционално означавајући крај високе ренесансе у Фиренци, али средства републичке владе били су чврсто под надзором Медичија и њихових савезника, осим у раздобљима након 1494. и 1527. године. Косимо и Лоренцо ретко су држали службене положаје, али били су неупитне вође.
Породица је била повезана с већином других угледних породица тог доба захваљујући погодним браковима, сарадњи или запослењу, те је породица имала средишњи положај у друштвеној мрежи: неколико је породица имало саставни приступ остатку елитних породица само путем Медичија, можда сличан банкарским односима. Неки примери ових породица укључују Барди, Алтовити, Ридолфи, Кавалканти и Торнабуони. То је један од предлога образложења успона породице Медичи.
Чланови породице истакнули су се почетком 14. века у трговини вуном, првенствено с Француском и Шпањијом. Упркос присутности неких Медичија у градским владиним институцијама, они су и даље били далеко мање запажени од осталих истакнутих породица попут Албиција или Строција.

## 15. век
Ђиовани ди Бици де Медичи (1360 – 1429), син Аверарда де Медичија (1320 –1363), увелико је обогатио династију покретањем банке те постао један од најбогатијих људи у Фиренци. Иако никада није обављао неку политичку функцију, придобио је многе пријатеље и симпатизире за властиту породицу подржавајући најаву пропорционалног пореског система. Његов син Косимо Старији, Pater Patriae (отац домовине), преузео је 1434. године као гран маестро (неслужбени шеф Републике Фиренце).
Три узастопне генерације Медичија - Косимо, Пјеро и Лорензо - владале су Фиренцом већим делом 15. века. Јасно су доминирали фирентинском представничком владом, а да је притом уопште нису укинули. Ова су три представника породице имала изврсне вештине у управљању тако „немирним и независним градом” као што је Фиренца.
Након Лоренцове смрти 1492. године, његов син Пјеро показао се прилично неспособним да успешно одговори на изазове узроковане француском инвазијом на Италију 1492. године, а у року од две године, он и његове присташе присиљени су у избеглиштво и замењени републичком владом.

### Пјеро де Косимо де Медичи
Пјеро, (1416 - 1469), Косимов син, био је на власти само пет година (1464—1469). Назван је Пјеро гихт због гихта од кога је боловао на стопалу и довео до смрти. За разлику од оца, Пјера није превише занимала уметност и култура. Због своје болести углавном је остајао код куће прикован за кревет, и стога није учинио пуно на унапређењу контроле Медичија над Фиренцом док је владао. Владавина Медичија стагнирала је до следеће генерације, када је Пјеров син Лоренцо преузео власт.

### Лоренцо де Пјеро де Медичи
Лоренцо де Медичи (1449 - 1492), назван Величанствени, био је способнији у управљању градом, али је занемарио породично банкарско пословање, што је довело до његове крајње пропасти. Како би осигурао наставак успеха своје породице, Лоренцо је испланирао каријеру своје деце. Својеглави Пјеро , његов наследник у водству Фиренце; Ђиовани (будући Папа Лав XIX) смештен је у цркву у раном узрасту; а његова кћи Мадалена добила је раскошни мираз да склопи политички погодан брак са сином папе Папа Иноћентије VIII који је учврстио савез између Медичија и римских огранака породице Сајбо и Алтовити.

## Паци завера
Паци завера 1478. године био је покушај свргавања породице Медичи убиством Лоренца с млађим братом Ђиулијаном током ускршње мисе у Фирентинској катедрали (куполу те катедрале је спонзорисао Лоренцов и Ђиулијанов деда Косимо). Покушај атентата завршио је Ђиулијановом смрћу и Лоренцовом повредом. У уроти су учествовале породице Паци и Салвијати, обе од којих су биле супарничке банкарске породице које су настојале да зауставе утицај Медичија, као и свештеник који је председавао црквеним службама, надбискуп у Пизи, па чак и Папа Сикст IV. Уротници су се обратили папи у нади да ће добити његово одобрење, јер су он и Медичи такође били супарници. Папа није службено санкционисао план. Упркос одбијању службеног одобрења, папа је ипак допустио да се сплетка одвија без уплитања. Након неуспелог атентата на Лоренца, дао је и накнаду за злочине почињене у служби цркве. Након тога, Лоренцо је усвојио ванбрачног сина свога брата, Ђиулија де Медичија, (1478 – 1535), будућег папу Клемента VII. Лоренцов син Пјеро  преузео је дужност поглавара Фиренце након Лоренцове смрти. Пјеро је касније био одговоран за протеривање Медичија од 1494. до 1512. године.